# Wilcox (Saskatchewan)
Pour les articles homonymes, voir Wilcox.
Wilcox est un village de la province de la Saskatchewan au Canada.

## Sport
Les Hounds de Notre Dame de la Ligue de hockey junior de la Saskatchewan sont basés à Wilcox.

## Démographie
| 2001 | 2006 | 2011 | 2016 |
| ---- | ---- | ---- | ---- |
| 322  | 222  | 339  | 264  |